# ジョン・ハンプデン＝トレヴァー (第3代ハンプデン子爵)
第3代ハンプデン子爵ジョン・ハンプデン＝トレヴァー（英語: John Hampden-Trevor, 3rd Viscount Hampden、1749年2月24日 – 1824年9月9日）は、イギリスの貴族、外交官。

## 生涯
初代ハンプデン子爵ロバート・ハンプデン＝トレヴァーとコンスタンシア・デ・フイベルト（Constantia de Huybert、1727年頃 – 1761年6月15日、ピーテル・アントニー・デ・フイベルトの娘）の息子として、1749年2月24日に生まれ、3月26日にセント・ジョージ・ハノーヴァー・スクエアで洗礼を受けた。ウェストミンスター・スクールで教育を受けた後、1767年1月28日にオックスフォード大学クライスト・チャーチに入学、1770年10月20日にB.A.の学位を、1773年7月9日にM.A.の学位を修得した。
父と同じく外交官の道を歩み、1780年4月8日に在ミュンヘンイギリス特命全権公使とレーゲンスブルク帝国議会駐在イギリス公使に任命された。1780年4月28日に北部担当国務大臣の第7代ストーモント子爵デイヴィッド・マレーから下された指令によると、ハンプデンはフランスが軍事援助と引き換えに神聖ローマ帝国と資金援助条約を締結する動きを見せていないか留意するように命じられたという。1783年2月、在サルデーニャ特命公使に転任し、同年12月27日にサルデーニャにおけるヴァルド派住民への援助を命じられた。同年より特命全権公使への昇進を求め、1789年5月に在ロシア公使と在ウィーン公使への転任を拒否したが、1789年6月16日にようやく在サルデーニャ特命全権公使に昇進した。そして、1798年7月3日にフランス革命戦争でサルデーニャ王国の首都トリノがフランスに占領すると、ハンプデンは公使職を退任して引退した。
1824年8月20日に兄トマスが死去すると、ハンプデン子爵位を継承したが、自身も同年9月9日にバークリー・スクエアで死去、グリンドで埋葬された。子供がおらず、爵位は廃絶した。

## 家族
1773年8月5日、ハリオット・バートン（Harriot Burton、1751年 – 1829年6月26日、ダニエル・バートンの娘）と結婚した。

## 関連図書
- Jupp, P. J. "Trevor, John Hampden-, third Viscount Hampden". Oxford Dictionary of National Biography (英語) (online ed.). Oxford University Press. doi:10.1093/ref:odnb/27730。 (要購読、またはイギリス公立図書館への会員加入。)

| 外交職                              | 外交職                                           | 外交職                                                     |
| ----------------------------------- | ------------------------------------------------ | ---------------------------------------------------------- |
| 先代 モートン・イーデン             | 在バイエルンイギリス特命全権公使 1780年 – 1783年 | 次代 ゴールウェイ子爵                                      |
| 先代 マウント・ステュアート子爵     | 在サルデーニャ特命全権公使 1783年 – 1798年       | 空位フランスによるトリノ占領次代の在位者トマス・ジャクソン |
| グレートブリテンの爵位              |                                                  |                                                            |
| 先代 トマス・ハンプデン＝トレヴァー | ハンプデン子爵 1824年                            | 廃絶                                                       |